# Peterborough (Canada)
Peterborough è una città del Canada situata nella regione meridionale della provincia dell'Ontario con 78.698 abitanti risultanti al censimento del 2011. La città è capoluogo della contea di Peterborough.